# Gymnostomiella erosulum
Gymnostomiella erosulum är en bladmossart som beskrevs av Theo Albert Arts 1996. Gymnostomiella erosulum ingår i släktet Gymnostomiella och familjen Pottiaceae. Inga underarter finns listade i Catalogue of Life.